# Gloster

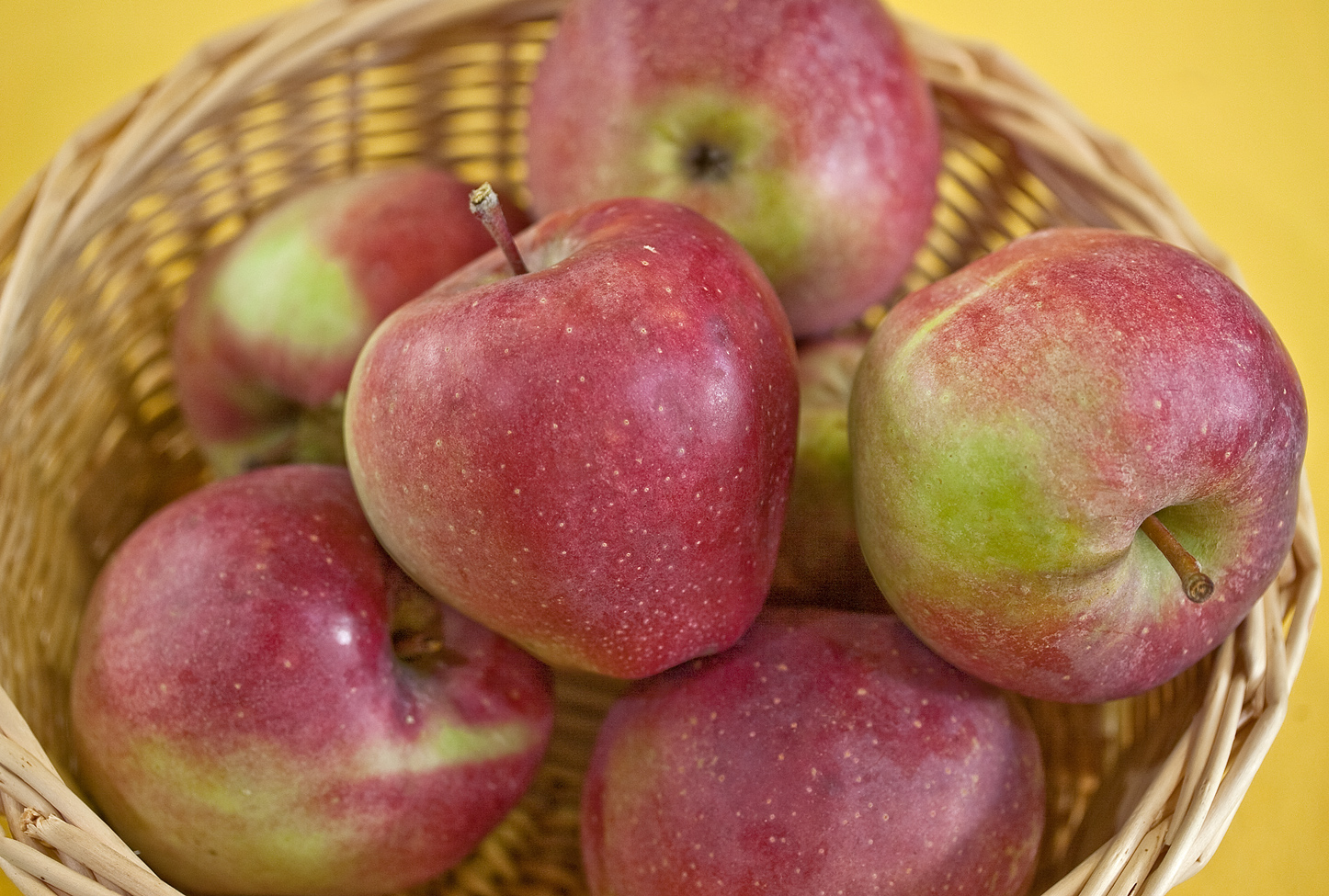

Gloster (Malus domestica 'Gloster') je ovocný strom, kultivar druhu jabloň domácí z čeledi růžovitých. Plody jsou řazeny mezi odrůdy zimních jablek, sklízí se v říjnu, dozrává v lednu, skladovatelné jsou do dubna.

## Historie

### Původ
Byla vyšlechtěna v Německu. Odrůda vznikla zkřížením odrůd  'Zvonkové'  ×  'Richared Delicious' .

## Vlastnosti

### Růst
Růst odrůdy je bujný. Koruna má kuželovitý habitus, během vegetace silně zahušťuje, větve jsou v ostrých úhlech. Řez je nezbytný, zejména letní řez. Je třeba probírky plůdků.

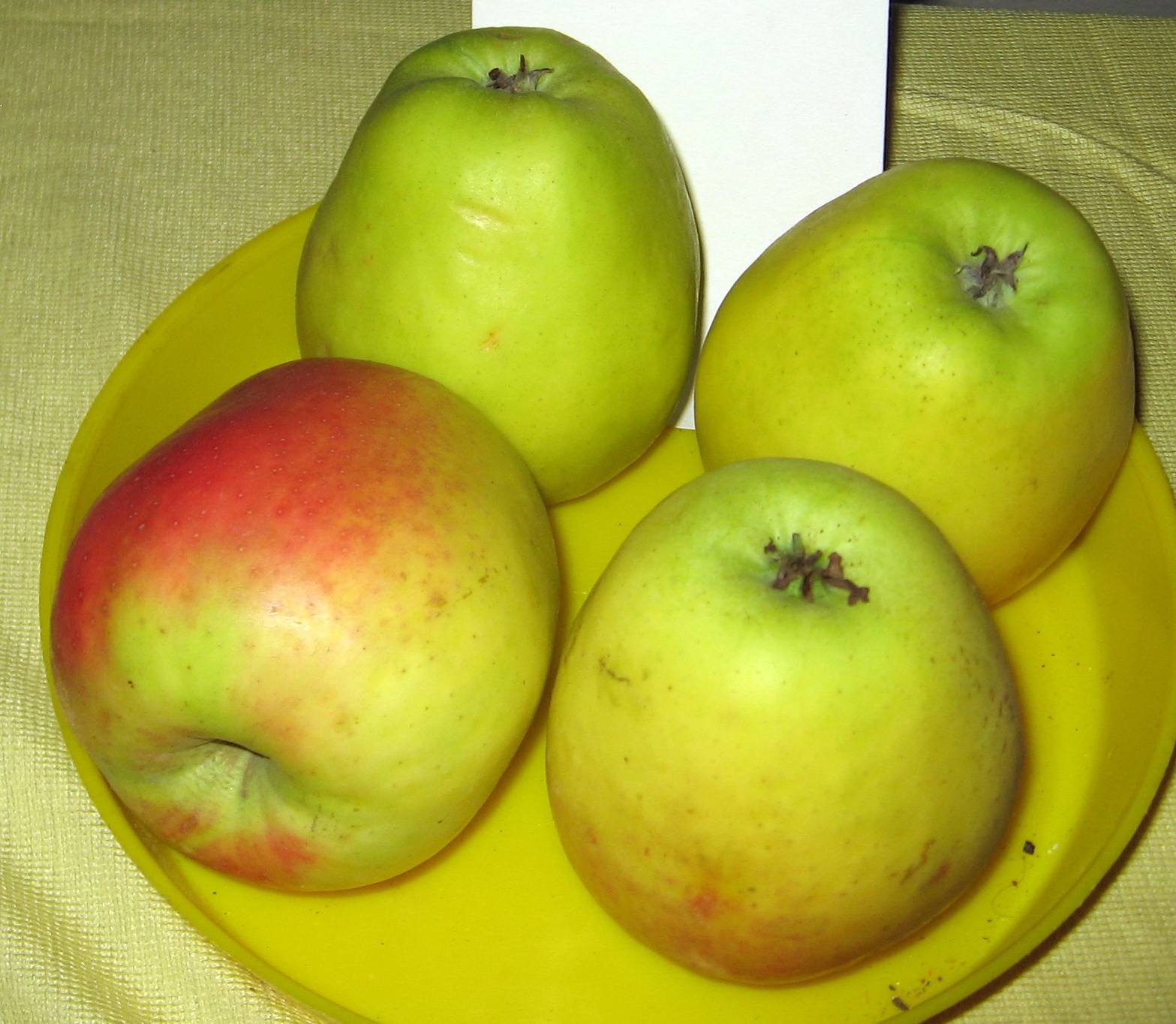
Srovnání: Zvonkové
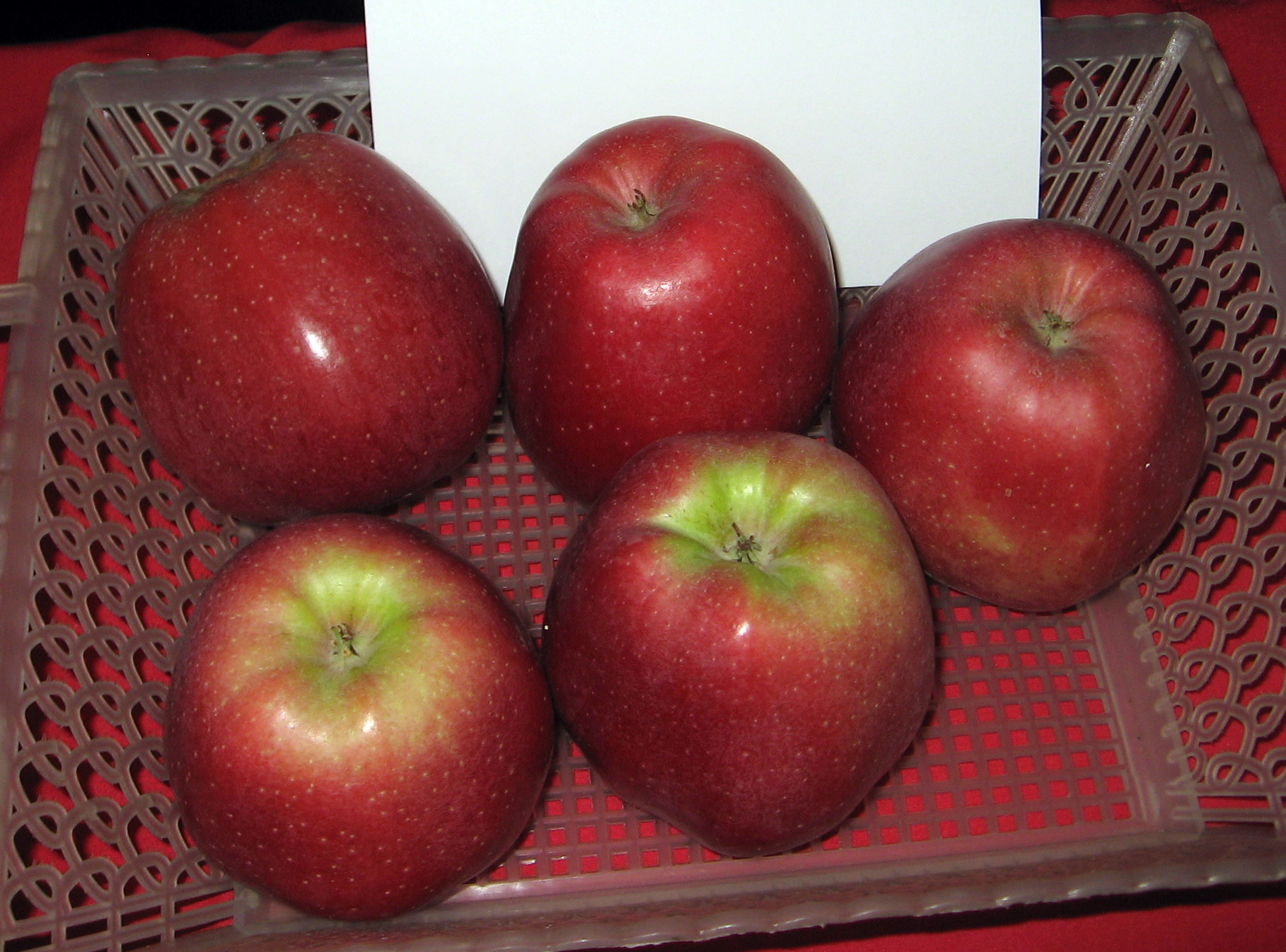
Srovnání: Gloster

## Plodnost
Plodí záhy, bohatě a pravidelně.

## Plod
Plod je kuželovitý, velký (až 230 g). Slupka hladká, nerovná, suchá. Světle zelené zbarvení je z větší části překryté rozmytou tmavě červenou barvou. Dužnina je nazelenalá, bílá, se sladce navinulou chutí, velmi dobrá.

## Choroby a škůdci
Odrůda je velmi náchylná k strupovitosti jabloní a poměrně odolná k padlí.

## Použití
Je vhodná ke skladování a přímému konzumu. Odrůdu lze použít do všech středních a teplých poloh, zvláště ve vyšších polohách vyžaduje chemickou ochranu. Odrůda je volná do volnějších tvarů, roste bujně.